# Messor striaticeps
Messor striaticeps es una especie de hormiga del género Messor, subfamilia Myrmicinae. 

## Distribución
Esta especie se encuentra en Egipto y Túnez.